# 悦乐镇 (华池县)
悦乐镇，是中华人民共和国甘肃省庆阳市华池县下辖的一个乡镇级行政单位。

## 行政区划
悦乐镇下辖以下地区：
悦乐社区、温台社区、新堡村、上堡子村、店坪村、樊庄村、乔崾岘村、田掌塬村、黄大湾村、悦乐村、杜河村、高河村、张桥村、温台村、鸭儿洼村和肖掌村。